# Víska u Jevíčka
Pour les articles homonymes, voir Víska.
Víska u Jevíčka (en allemand : Dörfles) est une commune du district de Svitavy dans la région de Pardubice, en Tchéquie. Sa population s'élevait à 183 habitants en 2024.

## Géographie
Víska u Jevíčka se trouve à 3 km au nord de Jevíčko, à 21 km au sud-est de Svitavy, à 52 km au nord de Brno et à 170 km à l'est-sud-est de Prague.
La commune est limitée par Chornice au nord, par Biskupice à l'est, par Jevíčko au sud et à l'ouest.

## Histoire
La première mention écrite de la localité date de 1120. 
Au cours de la Seconde Guerre mondiale, un camp de travail pour des Juifs polonais (Zwangsarbeitslager für Juden Dörfles) fut construit dans une vallée voisine ; les prisonniers furent employés sur le chantier de l'autoroute Wrocław – Vienne. Un camp pour prisonniers de guerre soviétiques exista également dans la commune entre 1941 et 1945. La population allemande fut expulsée après la guerre en vertu des décrets Beneš.

## Transports
Par la route, Víska u Jevíčka se trouve à 3 km de Jevíčko, à 35 km de Svitavy, à 100 km de Pardubice et à 213 km de Prague. 